# Carcoforo
Carcoforo é uma comuna italiana da região do Piemonte, província de Vercelli, com cerca de 73 habitantes. Estende-se por uma área de 22 km², tendo uma densidade populacional de 3 hab/km². Faz fronteira com Bannio Anzino (VB), Ceppo Morelli (VB), Fobello, Macugnaga (VB), Rima San Giuseppe, Rimasco.

## Demografia
| Variação demográfica do município entre 1861 e 2011                               |
|                                                                                   |
| Fonte: Istituto Nazionale di Statistica (ISTAT) - Elaboração gráfica da Wikipedia |